# Karin Tegmark Wisell
Karin Sofia Tegmark Wisell, ogift Tegmark, född 13 april 1969 i Falu Kristine församling i Kopparbergs län, är en svensk diplomat, specialistläkare i klinisk bakteriologi, och medicine doktor i infektionsbiologi. Hon var generaldirektör för Folkhälsomyndigheten 2021–2024 och tillträdde 2024 som Sveriges ambassadör för global hälsa.

## Biografi
Efter gymnasiet läste hon medicin och blev specialistläkare i klinisk bakteriologi. Hon blev medicine doktor då hon 2000 disputerade på avhandlingen Regulation of virulence gene expression in Staphylococcus aureus vid Karolinska institutet.
Tegmark Wisell har varit överläkare vid Smittskyddsinstitutet sedan 2007, var 2009–2010 chef för sektionen för antibiotikaresistens och vårdhygien, 2010–2013 chef för enheten för antibiotika och vårdhygien och 2014–2021 chef och överläkare vid Folkhälsomyndighetens avdelning för mikrobiologi. Hon var 2020–2021 biträdande statsepidemiolog. Den 1 november 2021 efterträdde hon Johan Carlson som generaldirektör för Folkhälsomyndigheten. Hon lämnade generaldirektörsposten 2024 då hon utsågs till Sveriges ambassadör för global hälsa på Utrikesdepartementet.

### Familj
Karin Tegmark Wisell är dotter till läkarna Erik (1936–2016) och Barbro Tegmark, kusin till Max Tegmark professor i fysik och journalisten Per Shapiro samt dotterdotter till Aron Kahn, stadsläkare i Katrineholms stad 1956–1964.